# Palacio de los Príncipes-Obispos de Lieja

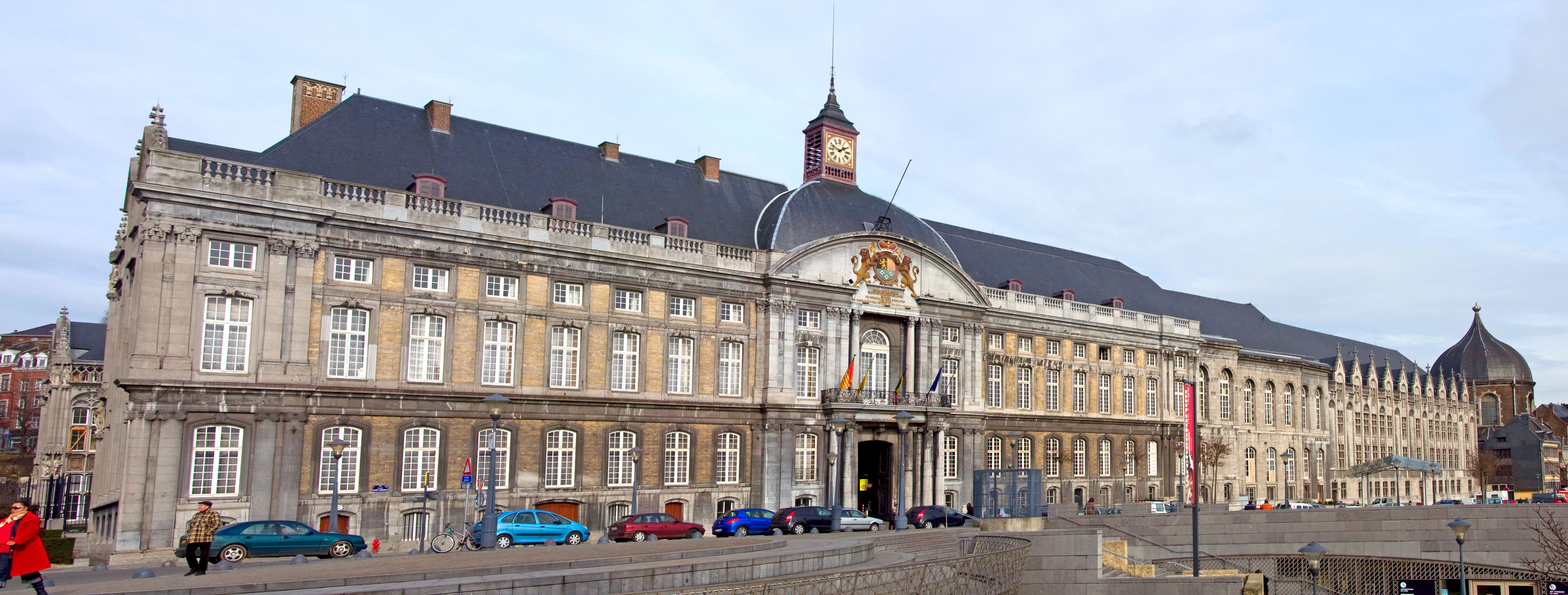
Fachada meridional en estilo barroco

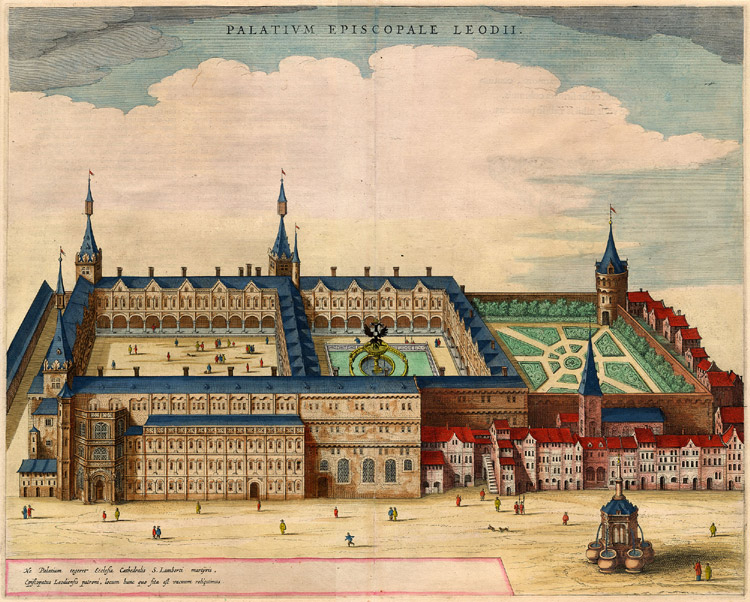
El palacio en 1649

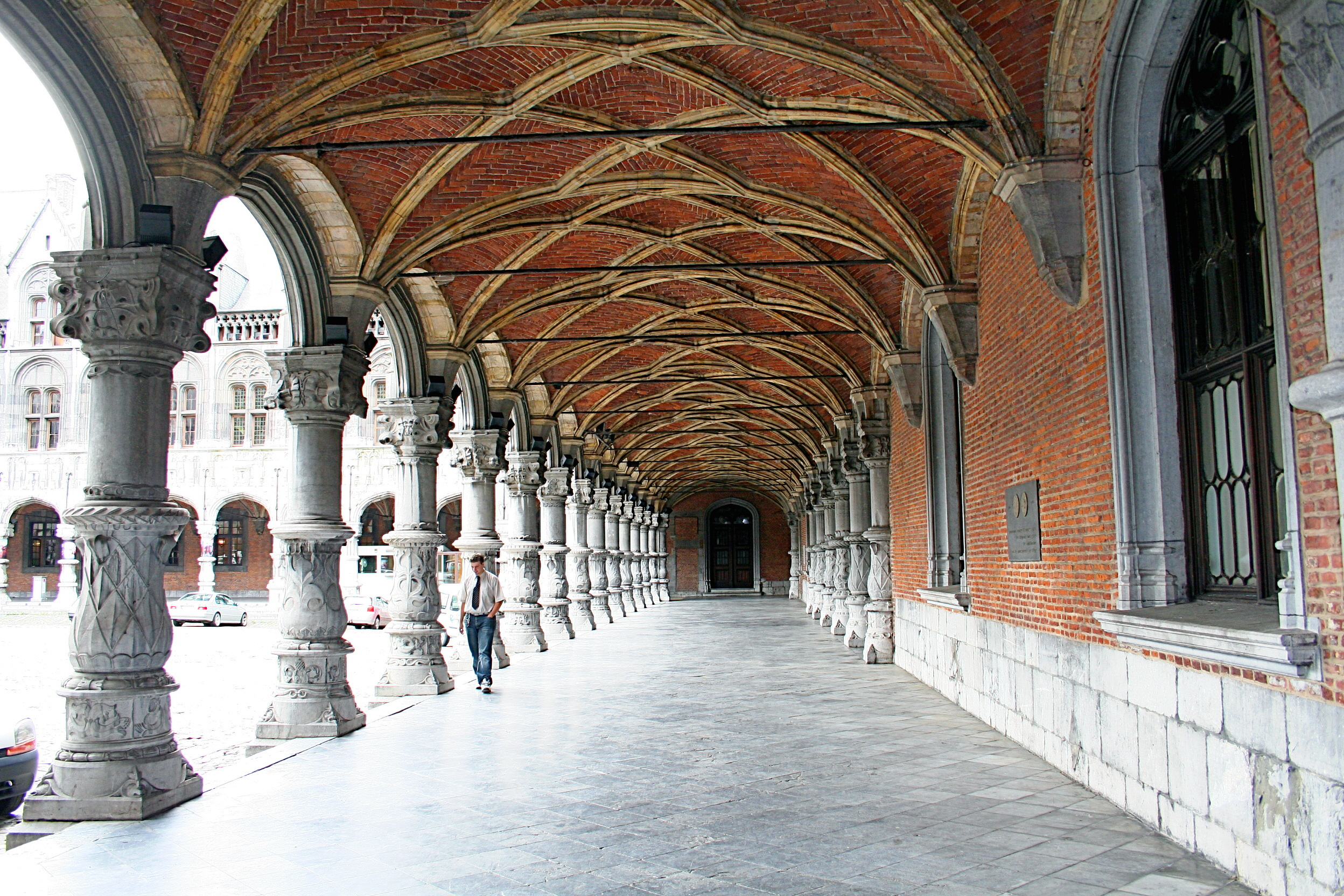
Patio d'Honor con arco de columnas

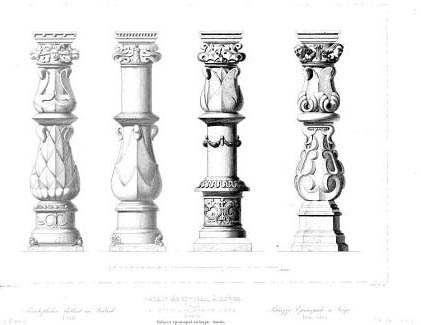
Diversos tipos de columnas en el patio

El palacio de los Príncipes-Obispos de Lieja (en francés: Palais des Princes-Évêques de Liège) es un gran palacio del siglo XVI que se sitúa sobre la plaza Saint-Lambert, en el centro de Lieja, en Bélgica.
Su fachada imponente domina la plaza Saint-Lambert, el centro de la vida comercial de Lieja, donde se elevaba antaño hasta la revolución francesa la catedral San Lamberto.
Dos construcciones precedieron al actual palacio de los Príncipes-Obispos. Un primer palacio integrado en las fortificaciones, fue edificado hacia el año 1000 por el príncipe-obispo Notger, pero desapareció en un incendio del año 1185, siendo reconstruido bajo Rodolfo de Zähringen. La segunda construcción, fuertemente deteriorada después del saqueo de 1468 por los duques borgoñones, sufrió la misma suerte en 1505.
Cuando accedió al trono en 1505, el príncipe-obispo Érard de La Marck encontró un palacio en ruinas y confió la construcción de un nuevo palacio al arquitecto Arnold van Mulcken en 1526, fue terminado a finales del siglo XVI. El gran patio (Cour d'Honeur) está rodeado de galerías con los soportales realzados y de sesenta columnas torneadas, a la vez macizas y elegantes, con capiteles ricamente adornados. La variedad de la decoración de las columnas es extraordinaria. El pequeño patio, al cual se accede por pasillos, es más íntimo.
En 1685 Maximiliano Enrique de Baviera encargó al escultor Jean Del Cour que modernizase la «sala azul» y la «sala de los escabins». La tribuna que realizó para esta sala se ha transferido a la sala del actual consejo provincial. La fachada principal del sur fue totalmente rehecha después del incendio en 1734, en estilo Louis XIV-Régence bajo la dirección del arquitecto bruselense Jean-André Anneessens, hijo de François Anneessens. En 1849, una nueva ala occidental fue construida por el arquitecto Jean-Charles Delsaux en el mismo estilo que el antiguo palacio, con el fin de acoger los servicios del Gobierno Provincial.
Actualmente, el edificio está ocupado a la vez por los servicios provinciales y el Palacio de Justicia.

## Inmolación
El 31 de julio de 2019, un hombre de 49 años, inmigrante ilegal en Bélgica y originario de Guinea, se inmoló en frente del Palacio de los Príncipes-Obispos de Lieja, después de haber perdido el permiso de residencia.